# جوت

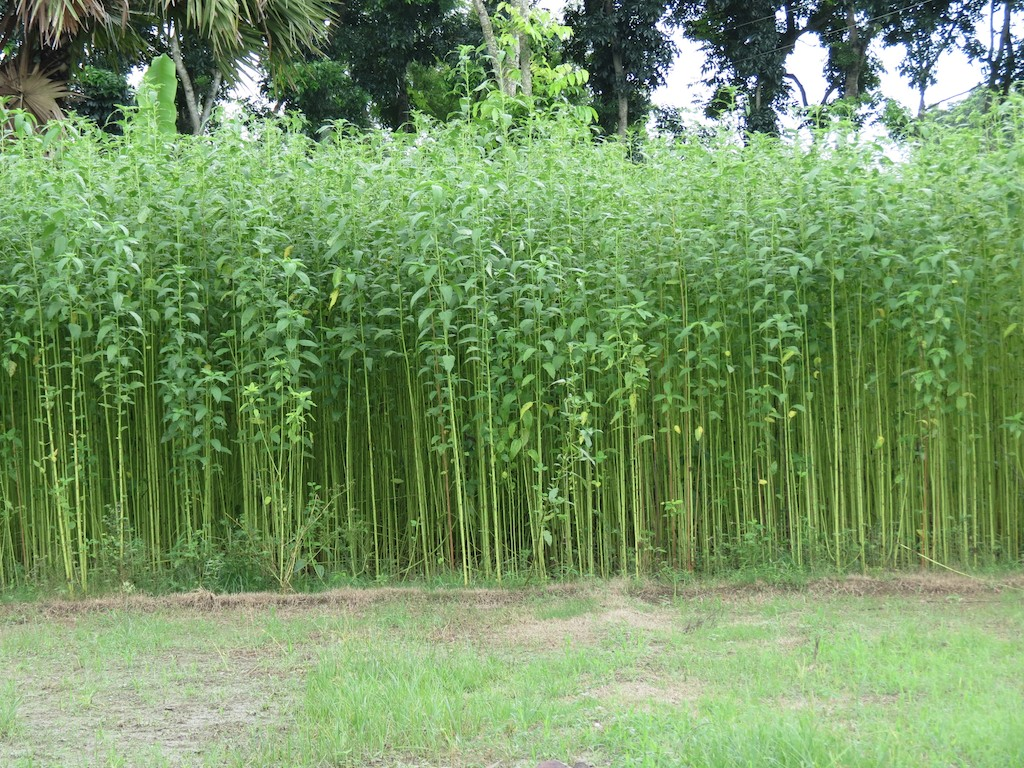
أحد حقول الجوت في بنغلاديش.

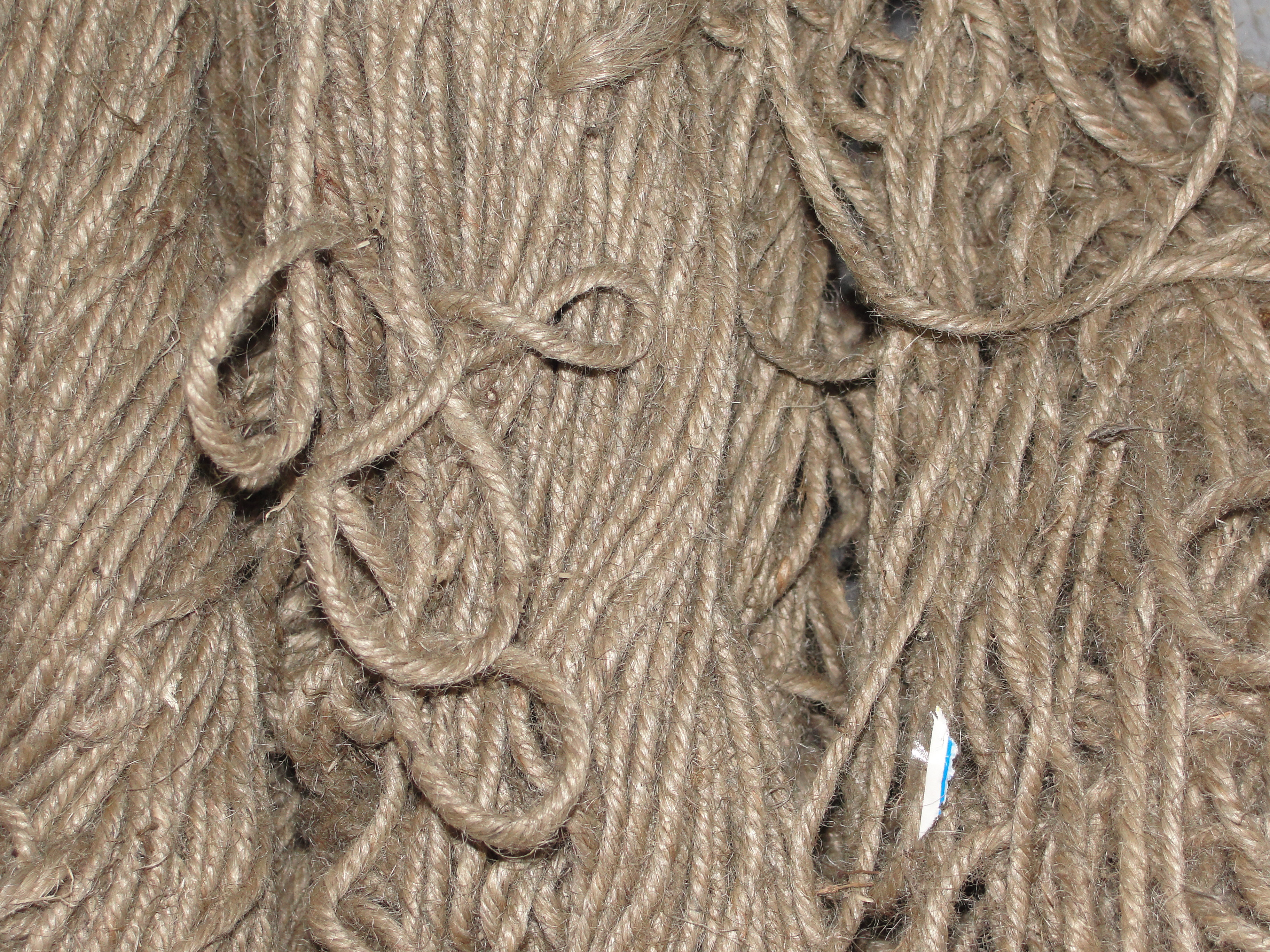
حبال من الجوت

الجوت (بالإنجليزية: Jute)  أو الجوتة، هو نبات ينمو في المناطق الاستوائية، يُزرع أساسا بغرض الحصول على أليافه الطويلة، الناعمة واللامعة، التي تأخد نفس الاسم (ألياف الجوت). يمكن غزل هذه الألياف في خيوط خشنة وقوية، واستخدامها في صناعة عدد من المنتجات، كالحبال والأحذية والحقائب والأقمشة الخشنة التي تستعمل عبوات نسيجية لتعبئة المحاصيل الزراعية كالأكياس، وتستخدم في صناعة السجاد والموكيت. تنتج ألياف الجوت انطلاقا من نوع خاص من النباتات المزهرة يدعى الملوخية (جوت توسا، الذي ينتمي للعائلة  الخبازية. «الجوت» بصفة عامة هو اسم النبات أو الألياف المستخدمة في صناعة قماش الخيش أو القنب. عندما تبلغ الشجرة عمر سنتين تقريبًا، وتصل إلى طول مناسب، تُقطع وتُجرد من الأوراق، وتؤخذ الأغصان وتوضع تحت الماء وتطمر بالطين (الطمي)، ثم بعد قرابة العشرين يومًا تستخرج لتمر لعملية عزل الألياف. الجوت هو أحد أكثر الألياف الطبيعية وفرة، ويأتي في المرتبة الثانية بعد القطن من حيث الكمية المنتجة والاستخدامات المتنوعة. تتكون ألياف الجوت بشكل أساسي من السليلوز والليغنين. يندرج الجوت ضمن فئة ألياف اللحاء (الألياف التي تجمع من لحاء النباتات) جنبا إلى جنب مع أنسجة جلجل، القنب، والكتان، الرامي وغيرها. تمتاز ألياف الجوت عن غيرها باللمعان ونعومة السطح، إلا أنها تفقد لمعانها بالتخزين. والجوت سريع العطب في الجو الرطب بسبب نمو البكتيريا والعفن، ويحتفظ الجوت في الأحوال العادية بمقدار 14 % من الرطوبة. يذوب الجوت في الأحماض والقلويات ويكون أكثر ذوبانًا في الأحماض.
يعرف الجوت في مجال الصناعة باسم «الجوت الخام». يتراوح لون ألياف الجوت بين الأبيض الباهت والبني، وتأتي بأطوال مختلفة تتراوح بين 1 متر و4 أمتار (3 إلى 13 قدم). بسبب لونها وقيمتها النقدية العالية، يُطلق على الجوت أحيانا اسم  «الألياف الذهبية».

## الزراعة

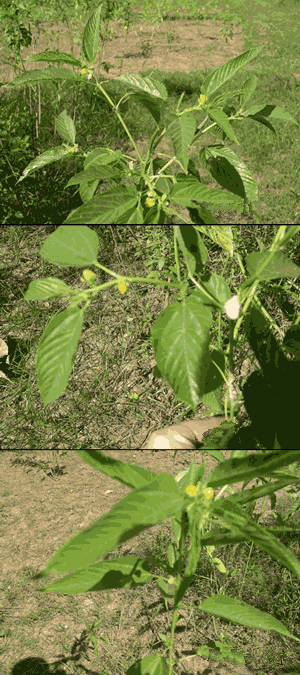
صورة مقربة لنباتات الجوت (جوت توسا والجوت الأبيض).

يحتاج نبات الجوت إلى تربة طميية منبسطة وإلى المياه بشكل مستمر. يوفر مناخ الرياح الموسمية المناخ الملائم لزراعة الجوت (الحار والرطب) خلال موسم الرياح. تتطلب زراعة الجوت كذلك توفر درجات حرارة تتراوح بين 20 و40 درجة مئوية (68 و104 درجة فهرنهايت) ورطوبة بنسبة 70 إلى 80 في المائة. تتطلب زراعة الجوت توفر من 5 إلى 8 سنتمتر (2 إلى 3 بوصات) من الأمطار أسبوعيا، وأكثر من ذلك خلال وقت البذر. المياه اليسيرة ضرورية لإنتاج الجوت.

### الجوت الأبيض (الجوتية الكبسولية)
تشير الوثائق التاريخية (بما في ذلك وثيقة عين أكبري التي كتبها أبو الفضل بن مبارك سنة 1590) إلى أن فقراء الهند كانوا يرتدون ملابس مصنوعة من هذا الجوت. استخدم النساجون حينها عجلات غزل يدوية بسيطة وأنوال يدوية إضافة إلى خيوط قطنية مغزولة. يشير المؤرخون أيضا إلى أن الهنود، وخاصة البنغال، استخدموا الحبال والخيوط المصنوعة من الجوت الأبيض خلال العصور القديمة لأغراض منزلية وغيرها. كما استخدم كذلك في حمل ونقل الحبوب أو المنتجات الزراعية الأخرى.

### جوت توسا (الملوخية)
يشمل جوت توسا (الملوخية) مجموعة متنوعة من الجوت، يعتقد أن موطنها الأصلي هو جنوب آسيا. يستخدم البعض أوراق هذا الجوت كعنصر ضمن طبق هلام خضري يسمى "الملوخية". يشتهر في بعض البلدان العربية مثل مصر والأردن وسوريا سواء كحساء أو كطبق رئيسي مع اللحم  والأرز أو العدس. يذكر سفر أيوب (الفصل 30، الآية 4)، في نسخة الملك جيمس للكتاب العبري عشب الطعام هذا باسم "الملوخية، الشئ الذي أدى إلى تسميتها بملوخية اليهود.
في بنغلاديش ودول أخرى في جنوب شرق آسيا وجنوب المحيط الهادئ يستخدم الجوت الأبيض أساسا بغرض الاستغادة من أليافه. حيث تعد هذه الأخيرة حريرية وأكثر نعومة وأقوى من الجوت الأبيض. إضافة إلى ذلك فمناخ دلتا نهر الغانج هو مناسب تماما لهذا النوع النباتي. إلى جانب الجوت الأبيض، تمت زراعة جوت توسا أيضا في تربة البنغال حيث عُرف باسم «بات» منذ بداية القرن التاسع عشر. على مستوى الإنتاج، تعد بنغلاديش أكبر منتج في العالم للجوت من صنف توسا.

## تاريخ
تاريخيا استخدام الجوت في صناعة المنسوجات خلال حضارة وادي السند منذ الألفية الثالثة قبل الميلاد. في العصور القديمة الكلاسيكية، كتب المؤرخ الروماني بليني الأكبر أن نباتات الجوت كانت تستخدم كغذاء خلال حقبة مصر القديمة. ربما تمت زراعته أيضا من قبل يهود الشرق الأدنى، مما أعطى للنبات اسمه (ملوخية اليهود).
لعدة قرون، كان الجوت جزءا لا يتجزأ من ثقافة شرق البنغال وبعض أجزاء غرب البنغال، على وجه التحديد في جنوب غرب بنغلاديش. باستعمارهم للمنطقة، بدأ البريطانيون تجارة الجوت خلال القرن السابع عشر. في عهد الإمبراطورية البريطانية، استخدم الجوت يستخدم أيضا في كل مايتعلق بالجيش. حيث ازدادت بارونات الجوت البريطانيون ثراء بفضل انخراطهم في معالجة الجوت وبيع المنتجات المصنعة انطلاقا منه. أنشأ دوندي للجوت وشركة الهند الشرقية البريطانية عددا من مصانع الجوت في البنغال. بحلول سنة 1895 سرعان ما تجاوزت صناعات الجوت في البنغال تجارة الجوت الاسكتلندية.
هاجر العديد من الاسكتلنديين إلى البنغال لإنشاء مصانع الجوت هناك. صدر إنطلاقا من البنغال أكثر من مليار كيس (مصنوع من الجوت) لتعبئة الرمل لايتخدامها الخنادق خلال الحرب العالمية الأولى وأيضا إلى جنوب الولايات المتحدة لتعبئة القطن. استخدم أيضا في مجالات أخرى مثل صيد الأسماك، البناء، الفن وصناعات الأسلحة. في البداية ونظرا لقوامه، لم يكن ممكنا معالجته إلا بالطريقة اليدوية، حتى اكتشف شخص ما في دوندي أن معالجته بزيت الحوت جعله قابلا للمعالجة بالطريقة الآليًا.
ازدهرت صناعة الجوت طوال القرنين الثامن عشر والتاسع عشر (لدرجة أصبحت معها مهنة «حائك الجوت» مهنة تجارية معترف بها في الإحصاء السكاني للمملكة المتحدة لسنة 1900)، ولكن هذه التجارة سرعان ما توقفت إلى حد كبير بحلول سنة 1970 تقريبا بسبب ظهور الألياف الاصطناعية. بوصول سنوات القرن الحادي والعشرين، عاد الجوت مرة أخرى ليصبح محصولا تصديريا مهما في جميع أنحاء العالم، وخاصة في بنغلاديش.

## الإنتاج

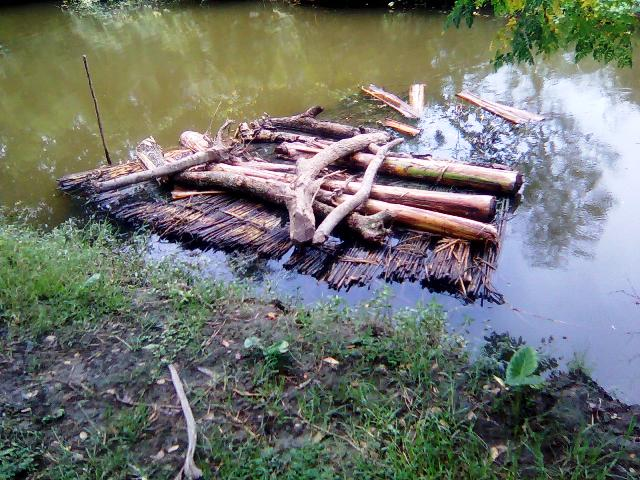
عملية نقع الجوت في الماء لفصل الألياف.

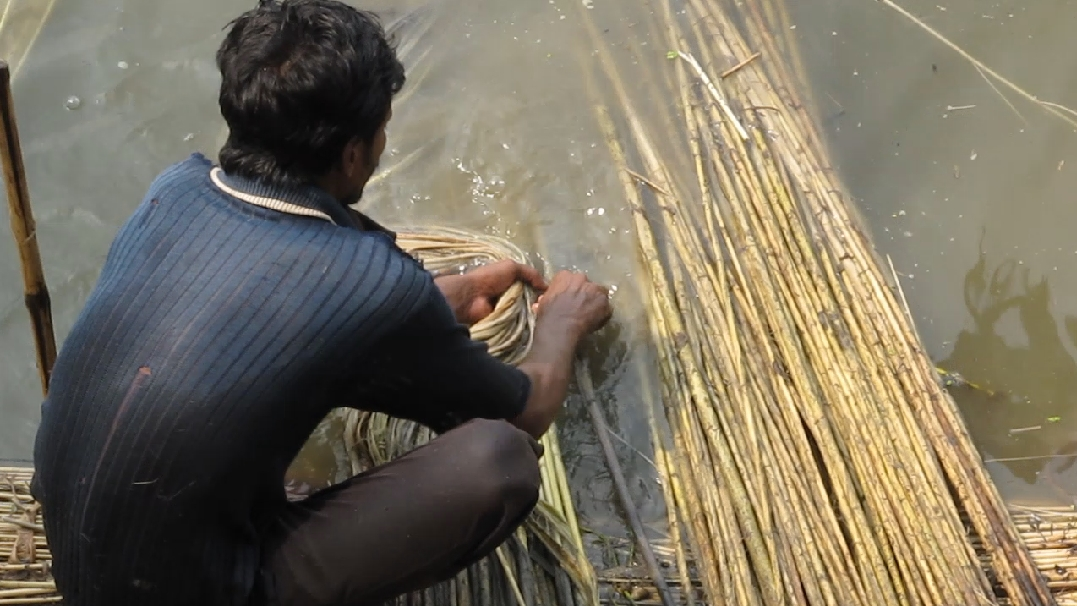
تستخرج ألياف الجوت من جذع نبات الجوت.

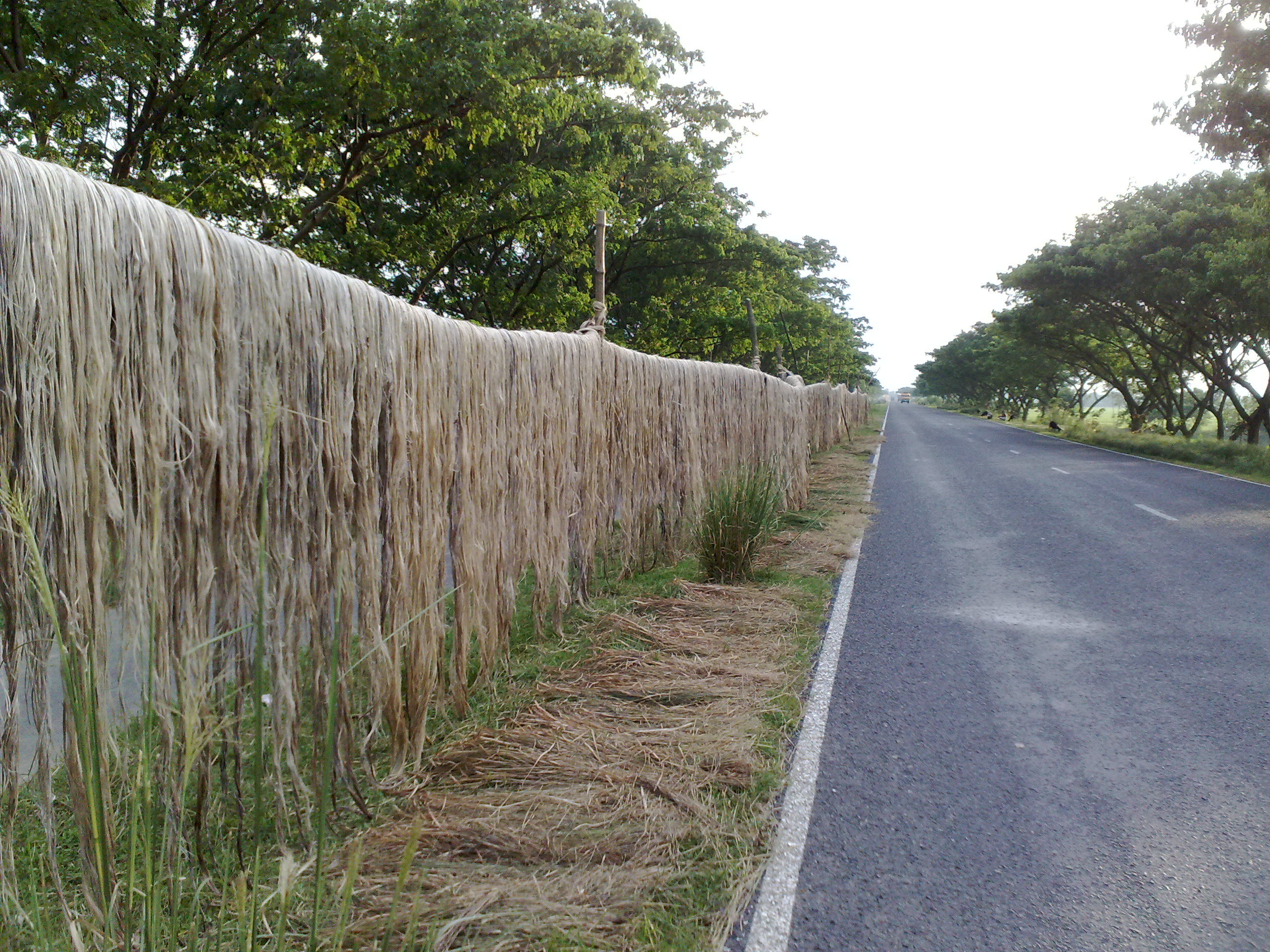
صورة تظهر ألياف جوت تُجَفَّف على جانب الطريق بعد نقعها بالماء لكي تلين أليافها وترق.

تأتي ألياف الجوت من الساق واللحاء الخارجي (الجلد) لنبتة الجوت. تستخلص الألياف أولا بالتنقيع. تجرى عملية التنقيع بتجميع سيقان الجوت معا وغمرها في مياه تجري ببطيء. للتنقيع نوعان: نقع الساق واللحاء. بعد عملية التنقيع، يبدأ التجريد؛  عادة ما تقوم النساء والأطفال بهذه الوظيفة. أثناء عملية التجريد هذه، تُكشط المادة غير الليفية والتخلص منها، ومن تم التعمق والتقاط الألياف من داخل ساق الجوت.
 
يعتمد محصول الجوت بشكل أساسي على الأمطار، ويتميز بحاجة أقل للأسمدة أو مبيدات الآفات، على عكس زراعة القطن. يتركز الإنتاج في الغالب في بنغلاديش، وكذا الهند في ولايات آسام وبيهار والبنغال الغربية. بشكل عام، تعد الهند أكبر منتج للجوت في العالم، مع ذلك فقد استوردت ما يقرب من 162000 طن من الألياف الخام و 175000 طن من منتجات الجوت في سنة 2011.تستورد الهند وباكستان والصين كميات كبيرة من ألياف الجوت ومنتجاتها من بنغلاديش شأنها في ذلك شأن المملكة المتحدة واليابان والولايات المتحدة وفرنسا وإسبانيا وساحل العاج وألمانيا والبرازيل التي تقوم بنفس الشئ.
| الدولة                | الانتاج (طن) |
| --------------------- | ------------ |
| الهند                 | 1,968,000    |
| بنغلاديش              | 1,349,000    |
| جمهورية الصين الشعبية | 29,628       |
| أوزبكستان             | 20,000       |
| نيبال                 | 14,890       |
| جنوب السودان          | 3,300        |
| زيمبابوي              | 2,519        |
| مصر                   | 2,508        |
| البرازيل              | 1,172        |
| فيتنام                | 970          |
| المجموع               | 3,393,248    |

## الاستخدامات
تدخل ألياف الجوت في صناعة مجموعة من المنتوجات، بما فيها صناعة الخيوط والحبال والحصير. من خلال مزجه مع السكر، تبرز إمكانية استخدام ألياف الجوت لبناء ألواح الطائرات.
يزداد بشكل مستمر الطلب على الجوت بسبب رخص أليافه ونعومتها وطولها وبريقها وتكذا اتساقها. يُطلق علي الأكياس المصنوعة من هذه الألياف اسم الياف «الأكياس الورقية البنية» نظرا لكونها أيضا المنتج الأكثر استخدامًا في صناعة أكياس الخيش لتخزين الأرز والقمح والحبوب وما إلى ذلك، كما تدعى أيضًا باسم «الألياف الذهبية» نظرا لطبيعتها اللامعة.

### الألياف

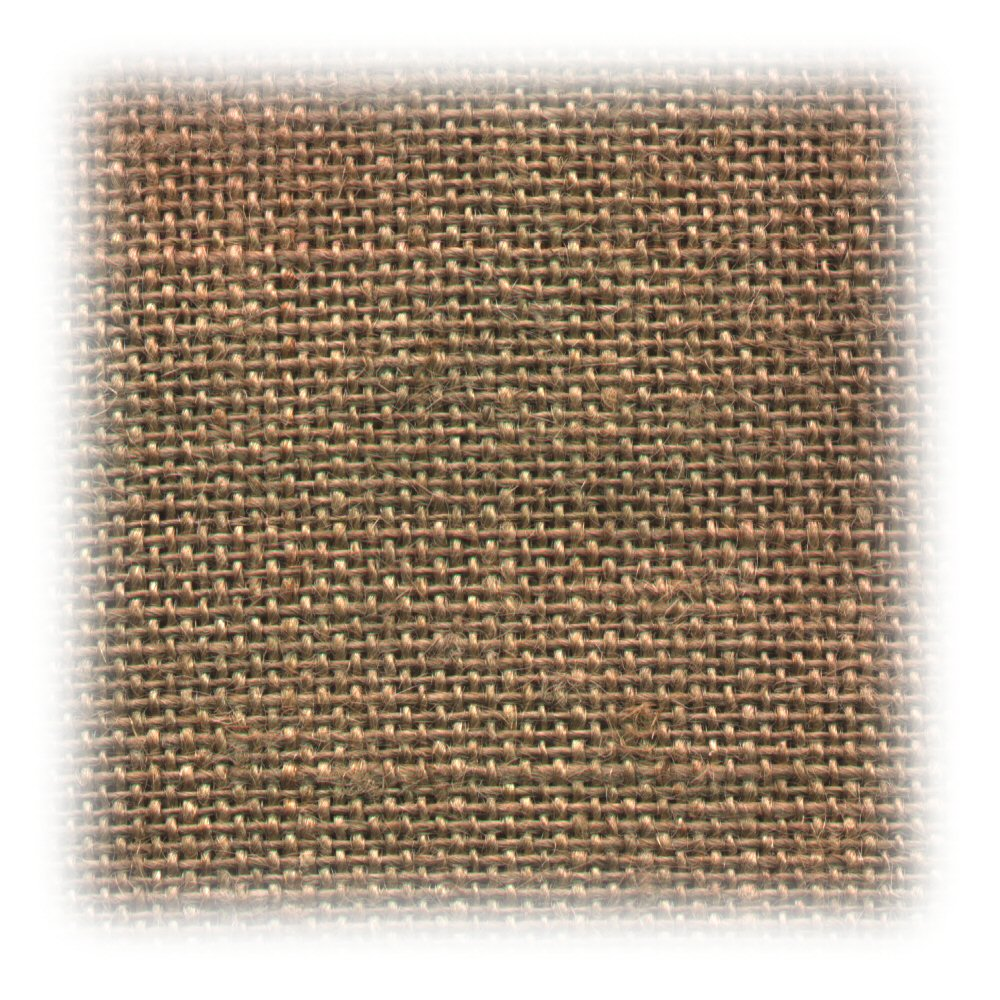
نسيج الجوت.

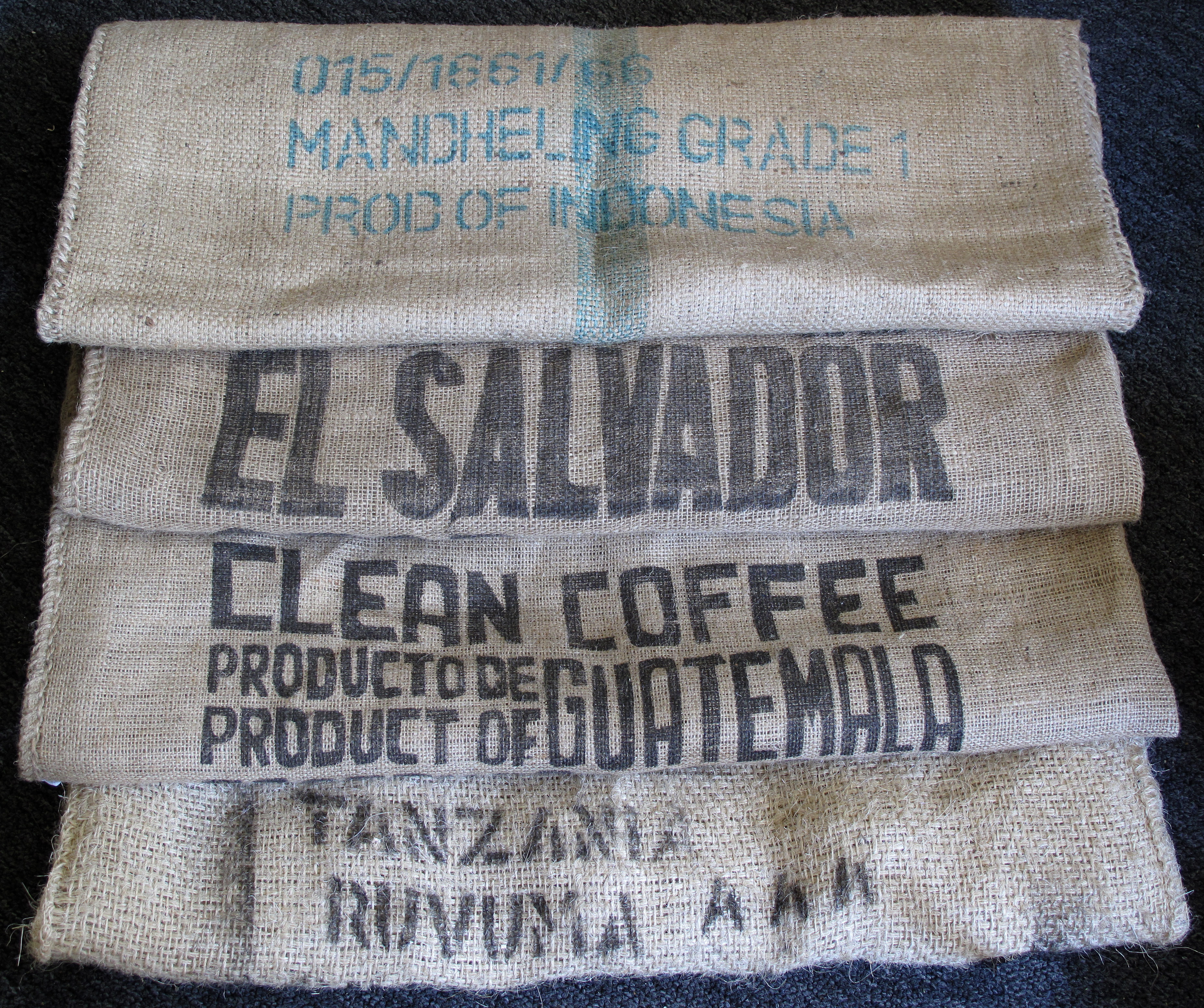
أكياس قهوة مصنوعة من الجوت.

تستخدم الحصائر المصنوعة من ألياف الجوت خلال المراحل الأولى لزراعة النباتات لمنع التعرية التي يمكن أن تجري بفعل الفيضانات. حيث تعد مطلوبة في هذا المجال بسبب كونها ألياف طبيعية وقابلة للتحلل بخلاف الالياف الصناعية الأخرى. بفضل تعدد مجالات استعماله، يعظ الجوت ثاني أهم الألياف النباتية بعد القطن. يستخدم الجوت بشكل أساسي في صناعة القماش لتغليف رزم القطن الخام، وكذا صنع الأكياس والقماش الخشن. يستخدم نسيج ألياف الجوت أيضا في الستائر وأغطية الكراسي والسجاد وبسط المنطقة وأيضا لدعم الأرضيات المشمعة. في الوقت الذي يستبدل الجوتَ موادٌ اصطناعية في عدد من هذه الاستخدامات السالف ذكرها، تستفيد بعض منها من طبيعة الجوت القابلة للتحلل الحيوي، حيث تكون المواد الاصطناعية غير مناسبة. ومن جملة هذه الاستخدامات نجد مثلا حاويات شتلات الأشجار، والتي يمكن زراعتها مباشرة مع الحاوية دون الإضرار بالجذور، وأيضا لترميم الأرض ومنع انجراف التربة والبذور حيث يمنع استخدام قماش الجوت حدوث التعرية أثناء إنشاء الغطاء النباتي الطبيعي دون الإضرار بخصوبة التربة أو التنوع الإيكولوجي.
تستخدم ألياف الجوت بمفردها أو ممزوجة مع أنواع أخرى من الألياف لصنع الالخيوط الملفوفة والحبال. تُستخدم أعقاب الجوت، وهي الأطراف الخشنة للنبات، في صناعة قماش غير مكلف. في المقابل، يمكن فصل خيوط الجوت الدقيقة جدًا وتحويلها إلى حرير مقلد. نظرا لإمكانية استخدام ألياف الجوت أيضا في صناعة اللب والورق، ومع تزايد القلق بشأن التأثير المدمر لعجينة الخشب المستخدمة في صناعة معظم الورق على الغابات، فقد تزداد أهمية الجوت لاستخدامه في هذا الغرض.
يتمتع الجوت بتاريخ طويل من الاستخدام في صناعة الأكياس، والسجاد، وأقمشة التغليف (حزم القطن)، وصناعة النسيج الإنشائي. استخدم الجوت في آلات النسيج التقليدية كألياف نسج تحتوي على السليلوز (الألياف النباتية) واللجنين (ألياف الخشب). ولكن، الاختراق الرئيسي جاء عندما بدأت صناعات السيارات واللب والورق والأثاث وكذا المفروشات في استخدام نبات الجوت والألياف المرتبطة به كمادة أساسية في منتجاتها ومركباتها، لتصنيع الأقمشة غير المنسوجة والأنسجة التقنية ومركبات أخرى مختلفة. لذلك، نجد أن تطبيقات الجوت تتجه شيئا فشيئا من مجرد استخدامه كألياف نسيجية إلى استخدامات أحدث في المنتجات التي تستخدم فيها ألياف الخشب. يمكن القول أن استخدامات الجوث كألياف نسيج قد وصلت إلى ذروتها ولا يوجد أمل في التقدم، ولكن من جهة أخرى ونظرا لأن الجوت هو أيضا من ألياف الخشب فله العديد من الميزات الواعدة.
يستخدم الجوت في صناعة عدد من الأقمشة، مثل قماش الخيش، والسكريم، والقماش المسند للسجاد، والكنفاس. يستخدم يستخدم قماش الخيش الخفيف المصنوع من الجوت في صناعة الأكياس، الحقائب، الأغلفة، أغطية الجدران والمفروشات المنزلية. أما نسيج السكريم، المصنوع من ألياف الجوت الثقيلة فيستخدم أساسا في الأرضيات. تُستخدم الأكياس المصنوعة من الجوت كبديل صديق للبيئة لاستبدال الأكياس البلاستيكية.
استخدام الجوت ضمن المنسوجات منزلية له العديد من المزايا، حيث يمكن استخدامه كبديل للقطن أو ممزوج معه. تتميز ألياف الجوت بالقوة والمتانة والوزن الخفيف في نفس الوقت. كما تتمتاز أيضا بخاصية الحماية ضد الأشعة فوق البنفسجية وعزل الصوت والحرارة إضافة إلى التوصيل الحراري المنخفض والخصائص المضادة للكهرباء الساكنة، وهو ما أهلها لتكون خيارا مناسبا لاستعمالها ضمن ديكور المنازل. أيضا، الأقمشة المصنوعة من ألياف الجوت محايدة لثاني أكسيد الكربون وقابلة للتحلل بشكل طبيعي. هذه الخصائص هي أيضا سبب إمكانية استخدام الجوت في المنسوجات التقنية عالية الأداء.
علاوة على ذلك، يمكن زراعة الجوت في ضرف 4 إلى 6 أشهر والحصول على كمية ضخمة من السليلوز من عصيدة الجوت (اللب الخشبي الداخلي) التي يمكنها تلبية معظم الاحتياجات التي تتطلبها صناعات الخشب في العالم. وبالتالي، فإن الجوت هي الألياف الأكثر ملاءمة للبيئة بدءا من استخداماتها الخام وصولا لإمكانية إعادة تدوير الألياف منتهية الصلاحية أكثر من مرة.يستخدم الجوت أيضًا في صنع بدلات غيلي، والتي تستخدم للتمويه وتشبه العشب أو الأجمة.
هناك منتج آخر من تستخدم فيه ألياف الجوت تكسية الأرضية، التي تعتبر من بين أكثر السلع شعبية في القطاع الزراعي. تأتي هذه الكسوة عبارة عن نسيج خفيف مصنوع من الألياف الطبيعية المكونة من الجوت، يشيع استخدمه في الزراعة بهدف التحكم في تآكل التربة وحماية البذور من الانجراف ومكافحة الأعشاب الضارة إضافة إلى العديد من الاستخدامات الأخرى. يمكن استخدام مواد التكسية الأرضية لأكثر من سنة، حيث أن التكسية الأرضية المصنوعة من الجوت تعد قابلة للتحلل الحيوي وتحافظ على برودة الأرض، بل إنها قادرة على جعل الأرض أكثر خصوبة.

### طعامًا
تستخدم أوراق نبات جوت توسا أو الملوخية في صنع طبق الملوخية، التي ينظر إليه أحيانا على أنه الطبق الوطني المصري، ولكنه يستهلك أيضا في مناطق أخرى مثل قبرص ودول الشرق الأوسط. أوراق هذا النوع من الجوت هي أيضا أحد مكونات اليخنة المطبوخة عادة مع لحم الضأن أو الدجاج.
في نيجيريا، تحضر أوراق نبات جوت توسا ضمن حساء لزج يسمى «إيويدو» يضم مكونات أخرى مثل البطاطا الحلوة والأسماك الصغيرة المجففة أو الجمبري. حيث تُفرك الأوراق حتى تصبح رغوية أو لزجة قبل إضافتها إلى الحساء. تسمي اليوروبا هذه الأوراق باسم إيويدو، في حين تسمى في الشمال النيجيري الناطق بلغة الهوسا، باسم «تورغونووا» أو «لالو». لتحضير هذا الطبق تقطع أوراق الجوت إلى قطع صغيرة وتضاف إلى الحساء، والذي يحتوي بدره على مكونات أخرى مثل اللحم أو السمك والفلفل والبصل والتوابل. في لوغبارا الواقعة في شمال غرب أوغندا طبقٌ مماثل يدعى باسم حساء «بالا بي». الجوت هو أيضا طوطم مقدس عند عشيرة الأييفو اللوغبارا.
في الفلبين، وخاصة في المناطق التي يسيطر عليها «اللوكانو»، يمكن خلط أوراق الجوت باعتبارها من الخضار (معروفة محليًا باسم «سالويتو»)، إما مع القرع المر، أو براعم الخيزران، أو اللوف، أو في بعض الأحيان جميعها. في هذ الحالة تكون ذات قوام لزج وزلق.

### استخدامات أخرى

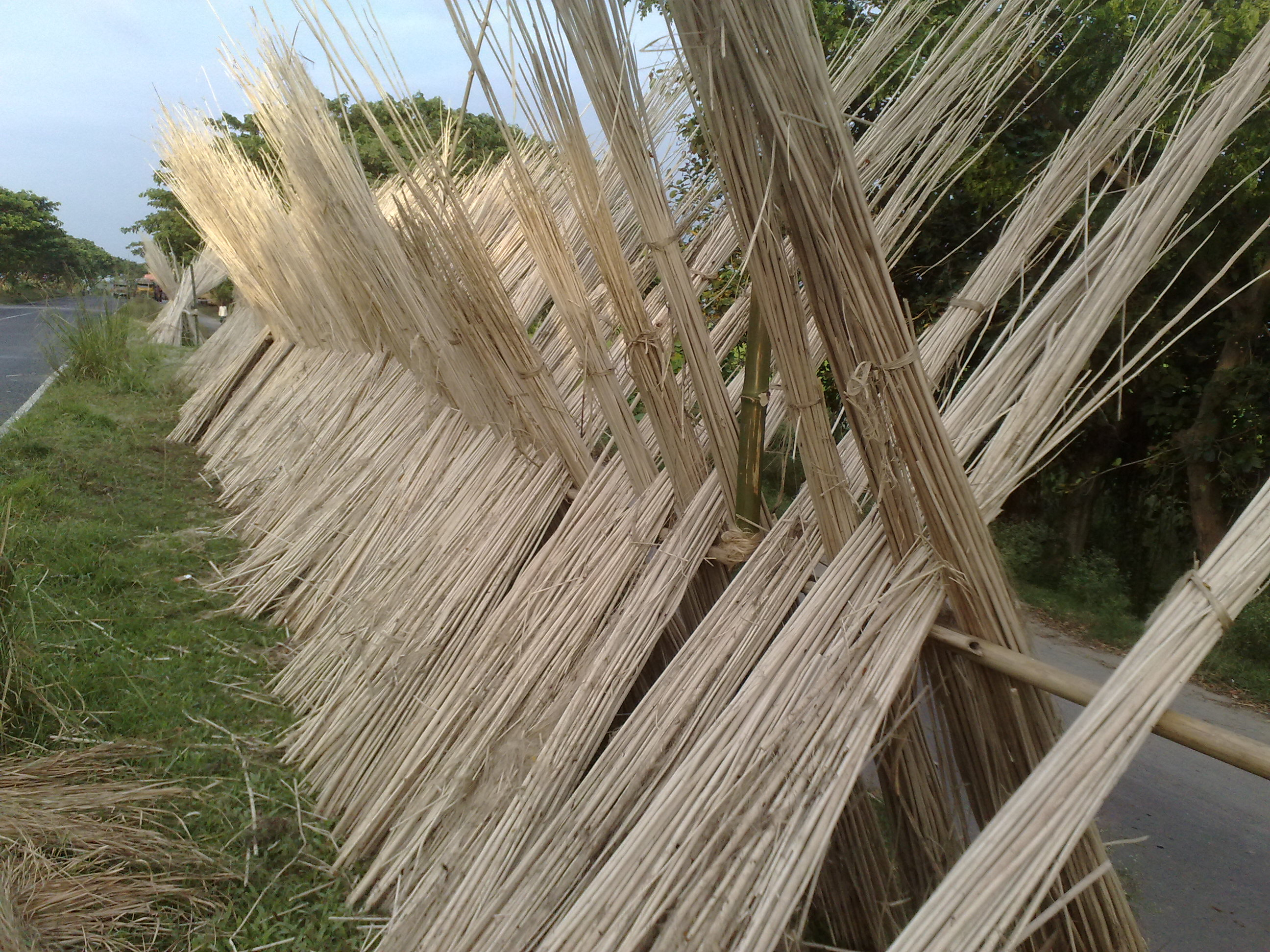
سيقان نبات الجوت بينما يجري تجفيفها تحت أشعة الشمس لاستخدامها كوقود.

يمكن استخدام المنتجات الثانوية المتنوعة المستخرجة من نبات الجوت في مستحضرات التجميل والطب والدهانات وغيرها من المنتجات.

## الرمزية التاريخية لنبات الجوت

الشعار الوطني لبنغلاديش. حيث يوجد فوق زنبق الماء أربع نجوم وثلاث أوراق من الجوت متصلة.
شعار دولة باكستان، يضم تصويرا للجوت ذي الرمزية الوطنية في الخانة الرابعة للدرع.
شعاربنك بنغلاديش، مع ثلاث أوراق من نبات الجوت متصلة في القاعدة..